# Лисянський — ІІ
Лисянський — ІІ — гідрологічний заказник місцевого значення. Об'єкт розташований на території Лисянського району Черкаської області, південно-східна околиця смт Лисянка, заплава річки Гнилий Тікич.
Площа — 11 га, статус отриманий у 1993 році.